# ریچارد لاسال
ریچارد لاسال (انگلیسی: Richard LaSalle؛ ۱۸ ژانویه ۱۹۱۸ – ۵ آوریل ۲۰۱۵) آهنگساز اهل ایالات متحده آمریکا بود.
از فیلم‌ها یا مجموعه‌های تلویزیونی که وی در آن‌ها نقش داشته است، می‌توان به گمشده در فضا و پیرانیا اشاره نمود.